# Петер-Людвіг фон дер Пален
Пе́тер-Лю́двіг фон дер Па́лен (нім. Peter Ludwig von der Pahlen; 28 липня 1745 — 25 лютого 1826) — російський державний діяч, військовик. Наближений імператора Павла I, один із організаторів його вбивства (1801). Представник шляхетного німецького роду Паленів. Народився у Пальмсі, Російська імперія. Син естляндського фрайгера Аренда-Дідріха фон дер Палена і Магдалени-Єлизавети фон Дерфельден.
Генерал від кавалерії (1798). Вислужився в часи правління російської імператриці Катерини ІІ. Брав участь у поході на Пруссію (1761—1762), турецьких війнах (1768–1774, 1787–1792), війні з Барською конфедерацією (1771—1772), шведській війні (1789—1790). Командував українсько-російським авангардом при штурмі турецького Очакова (1788). За наказом цариці призначений головою Ризького намісництва (1792—1795). Сприяв анексії Курляндії, став її першим генерал-губернатором (1795—1797). З інтронізацією Павла І (1796) впав у короткочасну опалу (1797), але незабаром перетворився на улюбленця. Був військовим губернатором Санкт-Петербурга (1798—1801) і генерал-губернатором Ліфляндії (1800—1801). Нагороджений спадковим титулом графа (1799) і посадою великого канцлера Мальтійського ордену (1801). Напередодні вбивства Павла І став директором пошти, фактичним керівником Колегії закордонних справ і членом Імператорської ради (1801). Після успіху заколотників присягнув Олександру І, але невдовзі був звільнений з усіх посад «через хвороби» й відправлений на проживання до своїх маєтків у Курляндії (1801). Наприкінці життя приятелював із Павлом Пестелем, лідером декабристів в Малоросійському краї. Нагороджений орденами святого Георгія (1770, 1789), Анни (1790), Володимира (1790), Олександра Невського (1795), Андрія Первозванного (1798), Лазаря (1799), Іоанна Єрусалимського (1800). Помер у Мітаві, Росія. Похований у родовій усипальниці в Екау.

## Імена
- Пе́тер-Лю́двіг фон дер Па́лен (нім. Peter Ludwig von der Pahlen) — повне ім'я.
- Пе́тер фон дер Па́лен (нім. Peter von der Pahlen) — коротке ім'я.
- Петро́ Олексі́йович Па́лен (рос. Пётр Алексеевич Пален) — російське ім'я.

## Біографія

### Молоді роки
Петер-Людвіг фон дер Пален народився 17 червня (28 липня) 1745 року в Пальмсі, Ревельська губернія, Російська імперія. Він був сином естляндського фрайгера Аренда-Дітріха фон дер Палена, володаря Пальмса, і Магдалени-Єлизавети фон Дерфельден.
З 1760 року Пален розпочав службу в російській армії, у Кінному полку лейб-гвардії. У 1761—1762 роках він брав участь у російському поході на Пруссію.
1769 року, під час російсько-турецької війни, Пален був ротмістром у єгерському корпусі. 1770 року він відзначився у захопленні Бендер у Молдавії, де отримав поранення в коліно. 25-річного офіцера нагородили Орденом святого Георгія 4-го класу: «за відмінну мужність при штурмуванні Бендерської фортеці і хоробрість, з якою головуючи, відбирав у неприятеля бастіони, батареї й вулиці». Того ж року його підвищили до звання майора.
1771 року Пален супроводжував у Варшаві Каспара фон Зальдерна, російського посла у Речі Посполитій, а 1773 року — був разом із ним в Данії для врегулювання Готторпського питання. У польській кампанії проти Барської конфедерації він отримав підвищення — чин підполковника.
20 травня 1773 року Пален одружився в Бауске з Юліаною фон Шеппінг, курляндкою, дочкою Йоганна-Ернста фон Шеппінга.
1774 року Пален повернувся до Молдавії, аби взяти участь у фінальній стадії російсько-турецької війни. 1776 року він став членом і лицарем Ордену святого Іоанна Єрусалимського.

### Генерал. Дипломат. Губернатор

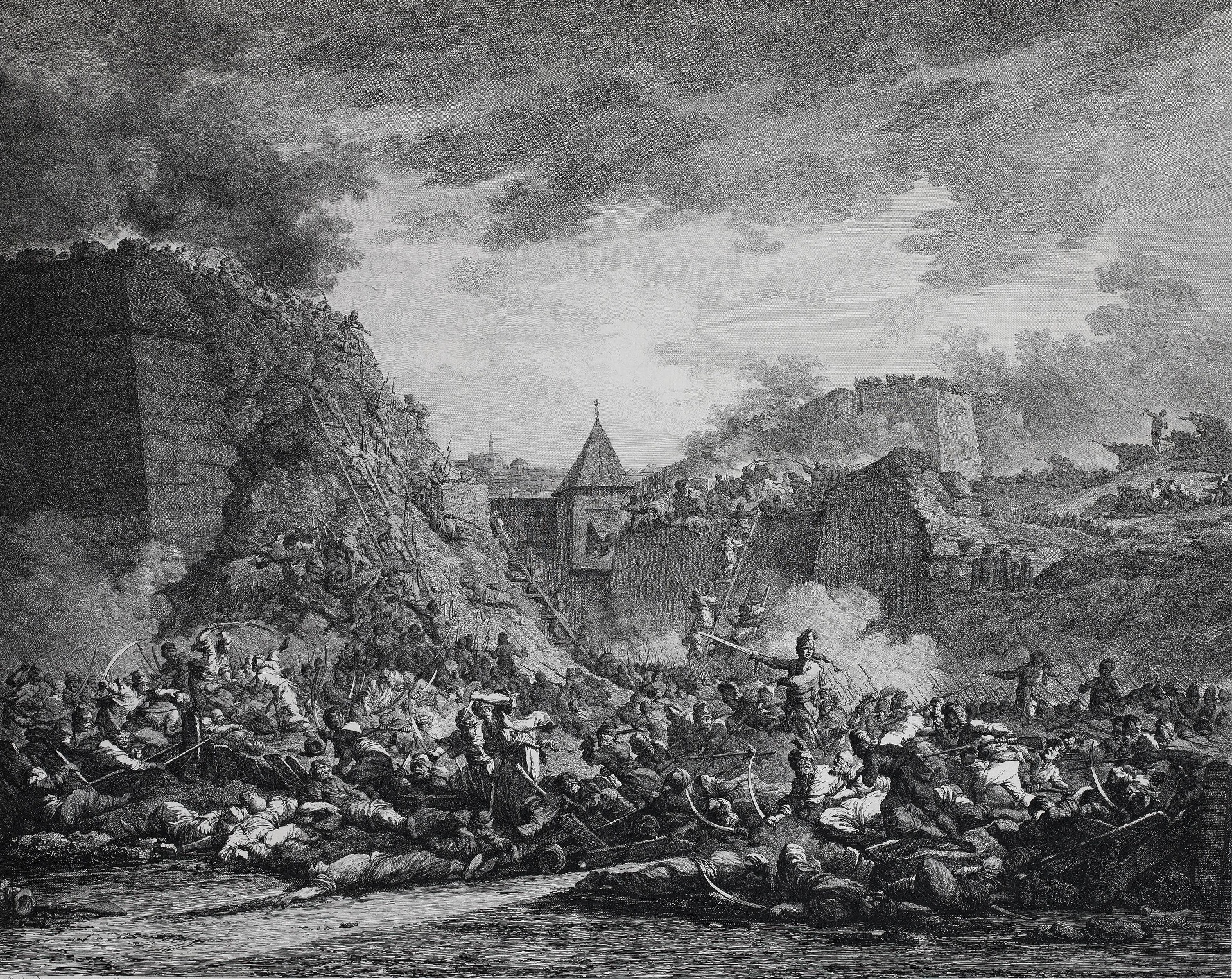
Штурм Очакова 1788 року (Берг, 1792).

1778 року Палена призначили командувачем Ямбурзького карабінського полку й підвищили до полковника. 1785 року він став бригадиром, 21 квітня 1787 року — генерал-майором.
З початком нової російської-турецької війни Пален брав участь у бойових діях на українському півдні. 1788 року він командував російським авангардом і українськими козаками під час кровопролитного штурму Очакова. Після вдалої операції, 14 квітня 1789 року генерал отримав Орден святого Георгія 3-го класу «за старанну службу й відмінну хоробрість, яку він виказав при здобутті штурмом міста і фортеці Очакова, командуючи колонною».
У 1789—1790 роках Пален успішно воював у Фінляндії проти шведів, за що був нагороджений Орденом святої Анни 1-го класу. Наприкінці війни він входив до російської делегації, яка випрацьовувала Верельський мирний договір. Після підписання цього договору в серпні 1790 року, генерала нагородили Орденом святого Володимира 2-го класу.
У 1790—1791 роках Пален перебував із особливою місією російського уряду в Стокгольмі.
1792 року указом російської Катерини ІІ генерала Палена призначили цивільним губернатором Ризького намісництва. На цій посаді він залишався до 17 травня 1795 року. Генерал надав підтримку проросійській фракції сусіднього герцогства Курляндії й Семигалії й вів переговори про його приєднання до Росії.
Після анексії Курляндії, Семигалії і Пільтена, 2 травня 1795 року Катерина ІІ поставила Палена першим губернатором цих земель, об'єднаних у Курляндське намісництво, а 1796 року — перетворених на Курляндську губернію. Самого Палена підвищили до генерал-поручника (з 1798 року — генерал-лейтенанта), нагородили Орденом святого Олександра Невського і дарували маєток Екау в Курляндії.

### При дворі Павла І

#### Опала

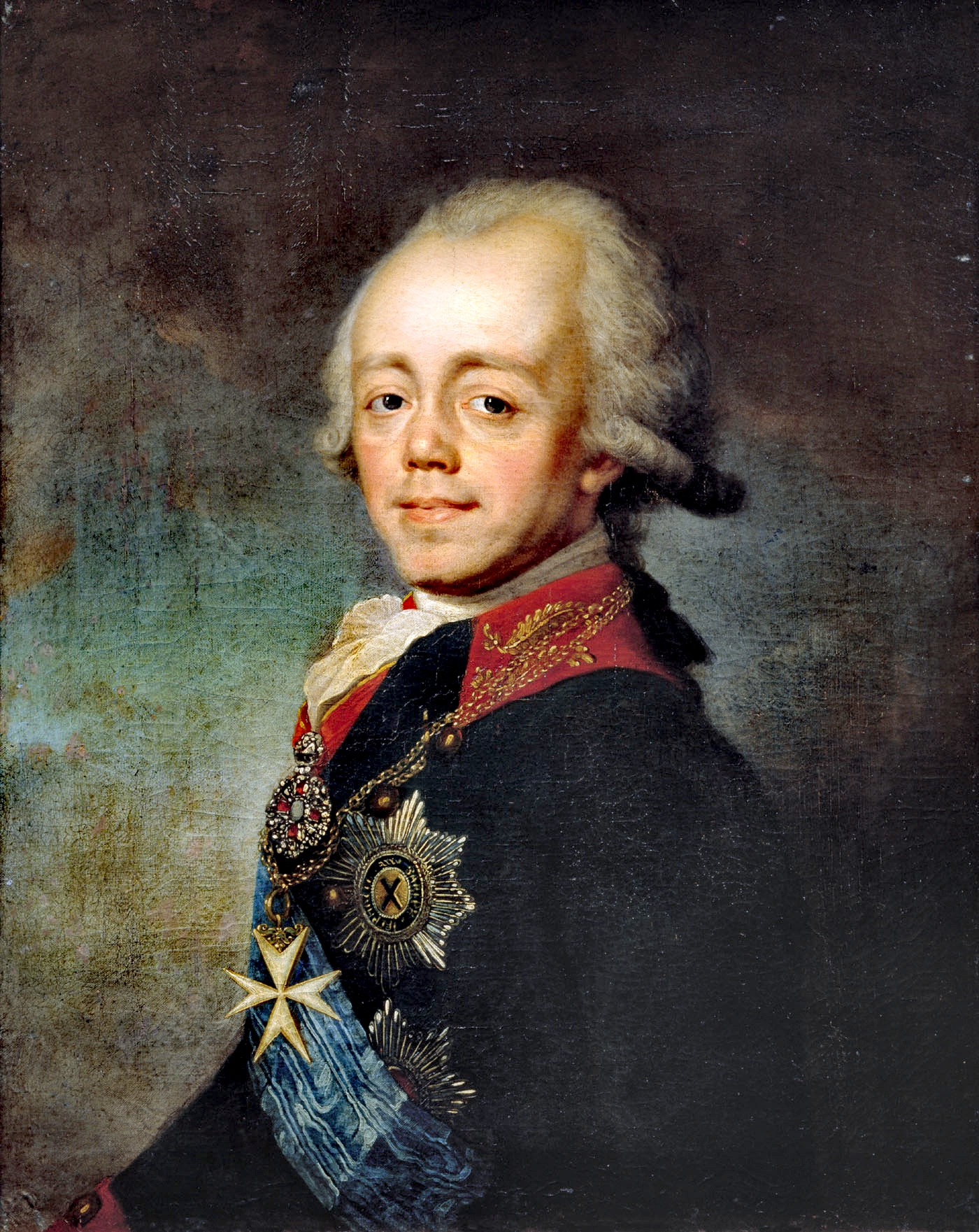
Імператор Павло І, син Катерини ІІ.

3 грудня 1796 року, після сходження на російський трон імператора Павла І, сина покійної Катерини ІІ, Палена призначили шефом Ризького кірасирського полку, проте незабаром генерал потрапив у царську немилість. Новий правитель заходився прибирати з управління усіх чиновників і фаворитів своєї матері, глибоко ненависної йому.
За імператорським наказом Пален мусив організувати у Ризі урочисту зустріч для колишнього польського короля Станіслава-Августа Понятовського, який їхав до Санкт-Петербурга. У назначений день екс-король не прибув, але замість нього містом проїздив опальний князь Платон Зубов, колишній фаворит Катерини ІІ, вигнаний із російської столиці через нові порядки.
Пален прийняв із почестями вигнанця Зубова, що доводився йому приятелем, влаштував бенкет й особисто проводжав його до Мітави. Коли про це дізнався імператор Павло І, то в гніві 9 січня 1797 року звільнив курляндського генерал-губернатора з посади, а 26 лютого взагалі вигнав з військової служби: «за почесті й зустрічі, надані певним людям, як-то при проїзді князя Зубова, і за самовільний вихід без відпустки до Мітави для його ж проводів».

#### Улюбленець. Граф. Губернатор
Незабаром немилість Павла І минула і 20 вересня 1797 року Пален відновився на службі. За допомоги царського фаворита Івана Кутайсова він швидко завоював довіру імператора й водночас заслужив повагу імператриці Марії та царської коханки Катерини Нелідової.
Пален отримав право імператорської аудієнції й 24 листопада того ж року був призначений командиром Кінного полку лейб-гвардії. 1 грудня Пален став інспектором по кавалерії Санкт-Петербурзької і Фінляндської дивізій.
Павло І поступово зробив Палена своїм наближеним, поставив на високі посади і жалував численні нагороди. Так, 31 березня 1798 року він надав йому чин генерала від кавалерії, а 18 (28) липня 1798 року зробив військовим губернатором Санкт-Петербурга. 27 листопада того ж року цар дарував генералу найвищу нагороду імперії — Орден Андрія Первозванного, й 22 лютого 1799 року жалував спадковий титул графа. Коли в 1798 році Мальтійський орден знайшов прихисток у Росії, а Павло І став великим магістром цього ордену, Пален отримав ступінь орденського командора. 1800 року цар надав генералові за заслуги великий хрест Ордену Іоанна Єрусалимського, а наступного року постановив великим канцлером Великого російського пріорства. Крім цього, Пален був військовим генерал-губернатором Риги й інспектором кавалерії в Ліфляндії з 17 вересня 1800 року, генерал-губернатором Ліфляндії від 26 вересня того ж року, а також шефом інспекції Фінляндії, Санкт-Петербурга, Ліфляндії, Литви і Смоленщини з 13 листопада.
Протягом 1798—1801 років Пален опікувався французьким королем-вигнанцем Людовиком XVIII, який втік із революційної Франції й був прихищений імператором Павлом І у Мітавському палаці в Курляндії. 1799 року король нагородив генерала Орденом святого Лазаря.
12 серпня 1800 року, в очікуванні англійсько-російської війни, імператор Павло І звільнив Палена з посади голови Санкт-Петербурга й 30 серпня призначив командувачем однієї з 3 армій, що складалася із 5 корпусів і яку планували зібрати біля Бреста-Литовського. Проте ситуація змінилася, армію не мобілізували й 21 жовтня того ж року цар повернув його на військового губернатора столиці. Той лишався на цій посаді до свого звільнення, до 17 червня 1801 року.

#### Змова. Царевбивство

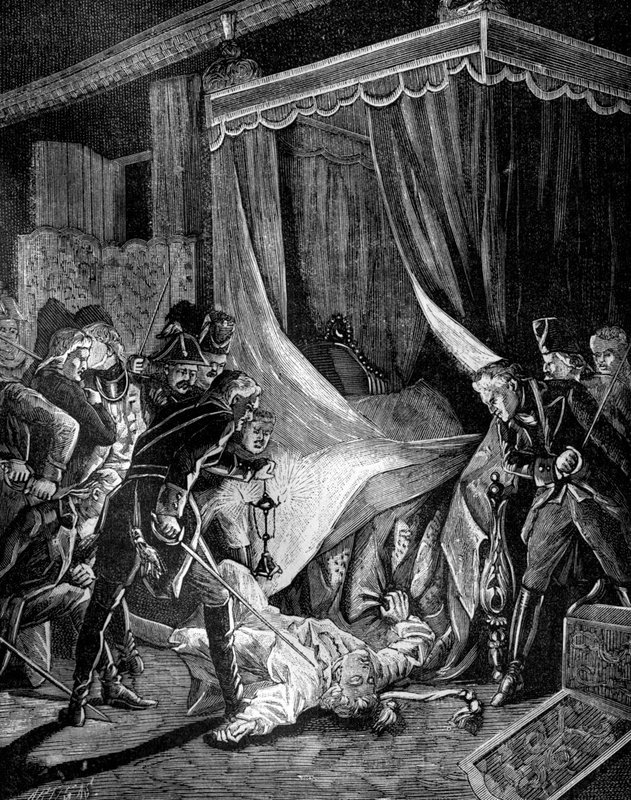
Убивство Павла I

Через мінливість настроїв імператора становище Палена при дворі було нестійким. Під впливом Микити Паніна він приєднався до дворянської опозиції, яка виношувала заколот проти царя. Перевершуючи інших змовників розумом і енергією, граф невдовзі став керівником усієї справи. Пален заходився свідомо викликати гнів Павла І на підлеглих, збільшуючи таким чином кількість опозиціонерів. 18 лютого він став директором імперської пошти, аби контролювати інформаційні потоки в країні.
20 лютого (4 березня) 1801 року Пален приготував опалу Федора Ростопчина, президента Колегії закордонних справ, і фактично очолив його відомство. Того ж дня він увійшов до Імператорської ради (Ради при Вищому дворі), найвищого дорадчого органу при імператорі.
Довідавшись, що Павло І знає про змову, Пален зміг переконати царя, що сам очолює її, щоб спостерігати за її діями. Він повідомив, що царський син і спадкоємець трону Олександр також серед змовників і добився письмового розпорядження імператора арештувати його. Коли Пален показав Олександру наказ про арешт, той дав згоду на зречення батька і прийняття престолу.
Пален не був упевнений в успіху заколоту, тому обставив справу так, що у випадку невдачі міг прийти на допомогу Павлу І й арештувати змовників.
12 (24) березня 1801 року, всупереч угоді Палена із царевичем-спадкоємцем, змовники по-звірячому убили царя Павла І. Граф першим доповів про смерть імператора Військовій колегії й запросив усіх прийняти присягу на 8 годин на вірність новому царю Олександру І. Пален сподівався, що гратиме при ньому першу роль в уряді, й 30 березня (11 квітня) 1801 увійшов до складу оновленої Імператорської ради (Неодмінної ради). Але невдовзі він втратив політичний вплив. Вдова-імператриця Марія вимагала стратити графа за царевбивство, але імператор Олександр і його дружина Єлизавета не допустили цього.

### Вигнання. Останні роки
17 червня 1801 року Палена звільнили «через хвороби від усіх справ», наказавши негайно виїхати до своїх маєтків у Курляндії. Решту життя він прожив у цій провінції, між Мітавою і Екау. Свою участь у змові граф вважав правильною, а звільнення з державної служби сприймав як самопожертву.
Близько 1817 року Пален познайомився в Курляндії із лідером декабристів в Малоросії Павлом Пестелем. Останній провів рік у Мітаві як ад'ютант Вітгенштейна. Обидва кавалергарди зійшлися на ґрунті революційних ідей та протистояння тиранії. У розмовах, які вони вели французькою, старий граф давав такі поради молодому Пестелю: «Слухайте, молодий чоловіче! Якщо ви хочете що-небудь зробити шляхом таємного товариства, то це дурниця. Тому що, коли вас дванадцять, то дванадцятий обов'язково буде зрадником! Я маю досвід, і я знаю світ і людей».
Ймовірно Пестель обговорював із Паленом його участь у «Союзі спасіння», проте форма цієї участі невідома. Як згодом згадував інший декабрист Іван Горбачевський: «Пестель був учнем графа Палена, ні більше, ні менше. Він був відмінний змовник».
Пален помер 13 (25) лютого 1826 в Мітаві. Його поховали у родовій усипальниці в Екау. Російський дослідник Олексій Лобанов-Ростовський писав: «Пален зберігав глибоке переконання, що він… здійснив величний подвиг громадянської мужності й заслужив вдячність своїх співгромадян. Совість його була повністю спокійна. На смертнім одрі він сказав [німецькою]: ..Господи, прости мої гріхи! З Павлом я вже розрахувався».

## Сім'я
- Батько: Аренд-Дідріх фон дер Пален (1706—1753), господар Пальмса.
- Матір: Магдалена-Єлизавета фон Дерфельден (1710—1793), уродженка Клостергофа, Естляндія.
- Дружина (з 1773): Юліана фон Шеппінг (1751—1814), курляндка, донька Йоганна-Ернста фон Шеппінга.
- Діти:
  - Пауль фон дер Пален (1775—1834), російський офіцер.
  - Петер-Йоганн-Крістоф фон дер Пален (1777—1864), російський генерал.
  - Фрідріх-Александер фон дер Пален (1780—1863), дійсний таємний радник.
  - Йоганн фондер Пален (1784—1856), російський офіцер.

## Нагороди
Російські
- Орден святого Георгія (1 листопада 1770 — IV ступінь; 14 квітня 1789 — ІІІ ступінь[3])
- Орден святої Анни (1790 — І ступінь)
- Орден святого Володимира (1790 — ІІ ступінь)
- Орден святого Олександра Невського (1795)
- Орден святого Андрія Первозванного (27 листопада 1798[3])
- Орден святого Іоанна Єрусалимського (1798 — командор, 1800 — великий хрест)

Французькі
- Орден святого Лазаря (1799)

## Військова кар'єра
- 1760: рейтар Кінного полку лейб-гвардії.
- 1769: ротмістр.
- 1770: майор.
- 1772: підполковник.
- 1778—1787: командир Ямбурзького карабінського полку.
- 1778: полковник.
- 1785: бригадир.
- 21 квітня 1787: генерал-майор.
- 1795: генерал-поручник (з 1798 року — генерал-лейтенант).
- 3 грудня 1796 — 26 лютого 1797: шеф Ризького кірасирського полку.
- 24 листопада 1797 — 2 березня 1798: командир Кінного полку лейб-гвардії.
- 1 грудня 1797: інспектор кавалерії Санкт-Петербурзької і Фінляндської дивізій
- 31 березня 1798: генерал від кавалерії.

## Державні посади
- 1792 — 17 травня 1795: губернатор Ризького намісництва[2].
- 2 травня 1795 — 9 січня 1797: генерал-губернатор Курляндського намісництва (до 1796) і Курляндської губернії[2].
- 28 липня 1798 — 12 липня 1800: військовий губернатор Санкт-Петербурзької губернії[3][2].
- 17 вересня 1800 — 17 червня 1801: військовий губернатор Риги, інспектор кавалерії в Ліфляндії[2].
- 26 вересня 1800 — 17 червня 1801: генерал-губернатор Ліфляндської губернії[2].
- 13 листопада 1800 — 17 червня 1801: шеф інспекції Фінляндії, Санкт-Петербурга, Ліфляндії, Литви і Смоленщини[2].
- 21 жовтня 1800 — 17 червня 1801: військовий губернатор Санкт-Петербурзької губернії (вдруге)[3][2].
- 18 лютого  — 13 березня 1801: директор пошти[2].
- 4 березня  — 7 квітня 1801: член Імператорської ради Павла І (Ради Вищого двору)[3][2].
- 11 квітня  — 17 червня 1801: член Імператорської ради Олександра І (Неодмінної ради)[3][2].

## У культурі

### Кінематограф
- «Патріот» (США, 1928) — Льюїс Стоун
- «Бідний, бідний Павло» (Росія, 2003) — Янковський Олег Іванович[9]

### Монографії. Статті
- Эйдельман, Н. Пестель и Пален [Архівовано 20 червня 2020 у Wayback Machine.] // Проблемы истории русского общественного движения и исторической науки. Москва, 1981.

### Довідники
- Genealogisches Handbuch der baltischen Ritterschaften. Teil 3-1: Kurland. Görlitz, 1930. Band I, S. 601, 605.
- Pahlen, Peter Ludwig Frh. v. der // Deutschbaltisches biographisches Lexikon 1710–1960. Köln-Wien, 1970, S. 574—575.
- Пален, Пётр-Людвиг [Архівовано 28 лютого 2021 у Wayback Machine.] // Энциклопедический словарь Брокгауза и Ефрона. Санкт-Петербург, 1897, Т. 22, С. 610.
- Петров, А. Н. Пален, фон-дер, Пётр Алексеевич [Архівовано 28 січня 2021 у Wayback Machine.] // Русский биографический словарь. Санкт-Петербург, 1902, Т. 13, С. 138—139.
- Пален, фон-дер [Архівовано 24 липня 2017 у Wayback Machine.] // Военная энциклопедия. Санкт-Петербург, 1911—1915, Т. 17, С. 265—267.